# Agustín Urzi
Agustín Urzi, né le 4 mai 2000 à Lomas de Zamora dans la province de Buenos Aires en Argentine, est un footballeur argentin qui évolue actuellement au poste d'ailier gauche avec le CA Huracán, en prêt du FC Juárez.

## Biographie

### CA Banfield
Natif de Lomas de Zamora en Argentine, Agustín Urzi est formé au CA Banfield où il arrive très jeune en 2008. Il y fait toute sa formation de footballeur. C'est avec ce club qu'il débute en professionnel, faisant sa première apparition en équipe première le 2 décembre 2018 en championnat, face à l'Argentinos Juniors. Il entre en cours de partie ce jour-là et son équipe est battue sur le score de un but à zéro. Il inscrit son premier but en professionnel le 4 mars 2019 face au CA Tucumán. Son but marqué dans les tout derniers instants du match ne suffit pas à rapporter des points à son équipe, qui s'incline ce jour là (1-2).
En 2020 ses prestations attirent l'intérêt de nombreux clubs européens comme l'Atlético de Madrid lors du mercato estival.

### FC Juárez
En février 2023, Agustín Urzi rejoint le Mexique afin de s'engager en faveur du FC Juárez.

### En sélection
En février 2018 Agustín Urzi est convoqué avec l'équipe d'Argentine des moins de 19 ans,.
Avec l'équipe d'Argentine des moins de 20 ans, il participe à la  coupe du monde des moins de 20 ans en 2019, qui se déroule en Pologne. Lors de cette compétition, il joue quatre matchs. Les jeunes Argentins se hissent jusqu'en huitièmes de finales, où ils sont éliminés aux tirs au but face au Mali.
Par la suite Urzi fait partie des joueurs sélectionnés pour participer aux Jeux panaméricains de 2019 avec l'équipe d'Argentine olympique. Lors de cette compétition il prend part à quatre matchs dont la finale face au Honduras. Les Argentins sortent vainqueurs de ce tournoi et décrochent donc la médaille d'or.

## Palmarès
- Vainqueur des Jeux panaméricains de 2019 avec l'Argentine olympique.